# Harry Buckle
Harry Bucle, né le 6 mars 1882 à Belfast et mort en 1965, est un footballeur international Irlandais (IFA). Il joue d'abord à Belfast avant d'être recruté par le club anglais de Sunderland AFC et de faire carrière en Angleterre. Il termine sa carrière à Cork en Irlande étant à la fois joueur, entraîneur et président de la Ligue du Munster.

## Carrière

### En club
Après avoir fréquenté les équipes de jeunes du Cliftonville Football Club et intégré l'équipe première qui dispute le championnat d'Irlande, Harry Buckle est recruté par les Anglais du Sunderland Association Football Club. Il joue son premier match contre Stoke City le 8 novembre 1902. Il joue à quarante-quatre reprises sous les couleurs de Sunderland et marque quatorze buts. Recruté par le Portsmouth Football Club il ne reste qu'une saison sur la côte sud de l'Angleterre et rejoint le Bristol Rovers Football Club en 1907. Il devient alors le troisième joueur du club à être appelé en équipe nationale. C'est pour lui sa troisième et dernière sélection en Irlande[pas clair]. Buckle part ensuite au Coventry City Football Club où il est entraîneur-joueur.
Harry Buckle rentre ensuite à Belfast où il joue dans différents clubs, Belfast Celtic, Glenavon FC et Belfast United. Il est alors un semi-professionnel, travaillant la journée pour les chantiers navals de Harland & Wolff. En 1912, il remporte la Gol Cup avec le Belfast Celtic et marque contre Glentoran FC lors de la finale disputée à Grovesnor Park devant 9 500 spectateurs.

### En équipe nationale
Harry Buckle est sélectionné pour la première fois en équipe d'Irlande de football alors qu'il joue sous les couleurs de Cliftonville. Son premier match international se déroule le 9 août 1902 contre l'Écosse. Il s'agit d'un match amical organisé en soutien aux victimes du désastre d'Ibrox qui a eu lieu quelques semaines auparavant au Ibrox Park. L'effondrement d'une tribune fit alors 25 morts et 527 blessés.
Buckle est sélectionné à trois reprises en tout sans jamais marquer le moindre but.

### Dans le Munster
Alors qu'il joue à Belfast et qu'il travaille sur les chantiers navals de Harland and Wolff, Harry Buckle est victime du sectarisme protestant. Il travaille alors pour une entreprise dominée par les protestants et joue au football dans un club affichant haut et fort son soutien aux catholiques. Après avoir été averti par un ami qui l'enjoignait de partir, il est agressé par des protestants et jeté avec 17 autres travailleurs catholiques dans l'eau glacée du Belfast Lough.
Au lendemain de l'attentat, il gagne le pays de Galles où il s'installe quelques mois. Il se rend ensuite à Cork dans le sud de l'Irlande où il s'engage dans l'usine Ford. Il arrive dans une région où le football suscite un fort engouement, mais où aucune structure ne subsiste puisque la Munster Football Association n'est plus active depuis le début de la Première Guerre mondiale. Dans cette région, le football est dominé par les équipes de l'armée britannique en stationnement. La Munster Cup, compétition la plus importante de la province est remportée systématiquement par des équipes comme le Royal Engineers. L'armée remporte tous les trophées sauf un entre 1901 et 1914.
À son arrivée à Cork, Harry Buckle entreprend donc de relancer le football en jetant les première structures. Il commence par créer un club au sein de l'usine Ford, puis crée deux fédérations locales, les   South Munster Football Association et North Munster Football Association qui permettent aux comtés de Cork, Tipperay et Limerick de s'organiser. Il relance en 1922 la Munster Senior Cup qui devient la principale compétition de football du sud du pays. Son club, le Fordsons Football Club remporte la première édition de la compétition en 1922.
Mais l'heure de gloire de Buckle à Cork arrive en 1926. Cette année-là, le Fordsons Football Club, qui vient d'intégrer le championnat d'Irlande de football, remporte la Coupe d'Irlande de football en battant en finale les Dublinois des Shamrock Rovers sur le score de trois buts à deux. Buckle figure encore à la pointe de l'attaque de son équipe. Il est âgé de 46 ans.

## Palmarès
- Avec le Belfast Celtic
  - Vainqueur de la Gold Cup 1911-1912.
- Avec le Fordsons Football Club
  - Vainqueur de la Coupe d'Irlande 1925-1926.